# سسایل بلک بوی
سسایل بلک بوی (۱۰ اکتبر ۱۸۹۵ – ۱۹ فوریه ۱۹۶۶) یک بومی آمریکایی از اعضای قبیله بلک‌فوت در ایالات متحده بود که شمار زیادی از افسانه‌ها، اطلاعات و داستان‌های مردمش را گردآوری کرد تا آگاهی عمومی دربارهٔ مردم بلک‌فوت را افزایش دهد. او نویسنده، هنرمند، مؤلف و کنشگر بومی آمریکایی بود. سسایل همچنین با نام‌های Kills Before / Kills Instead، سسایل لاست استار، سسایل بوی و Noomohtsiistaapitapi Sstaniiniki در زبان بومی‌اش یعنی زبان سیک‌سیکا شناخته می‌شود. موزه سرخ‌پوستان دشت‌های بزرگ چندین نمایشگاه برای قدردانی از کارهای او برگزار کرد. سسایل بلک بوی سوابق تاریخی فرهنگ قبیله‌ای را به‌ویژه دربارهٔ افسانه‌های تی‌پی مستند کرد. همچنین از او به‌عنوان «سفیر بلک‌فوت» یاد شده است، با دانشی گسترده دربارهٔ تاریخ، زبان، فرهنگ و آیین‌های بلک‌فوت.
او از طریق دو کتاب منتشر شد: Painted Tipis by Contemporary Plains Indian Artists و Blackfeet Indian Tipis Legend. در کتاب Blackfeet Indian Tipis Legend، او مجموعه‌ای کامل از داستان‌های کوتاهی که بزرگان جامعه‌اش در اختیارش گذاشتند، نگارش کرد. بلک بوی صدها داستان مردم بلک‌فوت را در بازهٔ زمانی ۱۹۳۹ تا ۱۹۴۲ برای پروژه نویسندگان مونتانا، در چارچوب پروژه نویسندگان فدرال از سازمان پیشرفت کار (WPA) گردآوری کرد. سسایل بلک بوی داستان‌های فرهنگ بلک‌فوت را از طریق صدها مصاحبه با بزرگ‌سالان قبیله‌اش و افسانه‌هایی که پیش‌تر هرگز ثبت نشده بودند، به‌دست‌آورد.

## زندگی شخصی
سسایل در منطقه سرخ‌پوستی بلک‌فوت به دنیا آمد و بزرگ شد. او در ۱۰ اکتبر ۱۸۹۵ در براونینگ، شهرستان گلاسیر، مونتانا متولد شد. پدر سسایل «شورت روب» و مادرش «گوئینگ افتر واتر» بود. براساس مدارک سرشماری، سسایل بلک بوی سه خواهر و برادر داشت: اما شورت روب (خواهر)، ویلیام شورت روب (برادر)، و مایک شورت روب (برادر).
سسیل مادر چهار فرزند بود. سسیل (شورت روب) و همسر نخستش اسکار بوی دارای چهار فرزند بودند: مارگرت ویوین لدو, جیمز لوئیس بوی, جوزف بوی و کلوین جوزف بوی. سسیل در پی درگذشت اسکار بوی در تاریخ ۱ ژانویهٔ ۱۹۳۸ بیوه شد. او در دسامبر ۱۹۳۸ با روبن بلک بوی ازدواج کرد. این زوج در سال ۱۹۵۳ از یکدیگر جدا شدند. روبن بلک بوی در دسامبر ۱۹۶۷ درگذشت. سسیل سپس در ۲۵ اکتبر ۱۹۵۳ با تئودور لست استار ازدواج کرد. آن‌ها تا زمان درگذشت سسیل در سال ۱۹۶۶ با یکدیگر زندگی کردند.
به گفتهٔ جان سی. یوئرس که از نزدیک با سسیل همکاری داشت، «سسیل به‌عنوان یکی از بهترین هنرمندان مهره‌دوزی در میان قبیله‌اش شناخته می‌شد». سسیل و همسر سابقش روبن، به‌عنوان مترجم برای نویسنده جان سی. یوئرس فعالیت می‌کردند؛ زمانی‌که وی اطلاعاتی دربارهٔ قبیلهٔ بلک‌فوت برای مقالهٔ وینولد ریس با عنوان پرتره‌ها و شاگردانش گردآوری می‌کرد. بنابر مقاله‌ای از موزهٔ سرخ‌پوستان دشت با عنوان اتصالات بلک‌فوت و وینولد ریس، «حدود یک سال پیش از آن‌که وی برای این پرتره نزد ریس مدل شود، سستانیینیکی یکی از شناخته‌شده‌ترین پروژه‌های خود را به پایان رسانده بود»، که به نگارش او در کتاب افسانه‌های تیپی سرخ‌پوستان بلک‌فوت اشاره دارد.

## حرفه‌
سسیل بلک بوی اسناد تاریخی دربارهٔ فرهنگ قبیله‌ای و علاقه‌ای ویژه به حفظ افسانه‌های تیپی گردآوری کرد. او نوشته‌هایی دربارهٔ زنان بومی آمریکا و نقش آنان در هنر ساخت تیپی به رشتهٔ تحریر درآورد. ساخت پوشش‌ها و تزئینات تیپی، یک رسم مذهبی سنتی در دین بلک‌فوت به‌شمار می‌رود. به‌نوشتهٔ سسیل، تنها زنانی که عضو گروه تیپی‌سازان بودند اجازه داشتند این کار را انجام دهند. پوشش‌های رنگ‌آمیزی‌شدهٔ تیپی، یکی از برجسته‌ترین نمودهای هنر و تلاش هنری در فرهنگ سرخ‌پوستان دشت به‌شمار می‌روند. مواد مورد استفاده برای رنگ‌آمیزی این آثار از سواحل رودخانه مارایاس و رودخانه یلوستون جمع‌آوری می‌شدند. هر سال، در رزرو بلک‌فوت واقع در براونینگ، مونتانا، جشنواره‌ای قبیله‌ای به پاس نقاشی‌های تیپی سرخ‌پوستان برگزار می‌شد.